# Attack on Titan/Episodenliste
Diese Episodenliste enthält alle Episoden der japanischen Animeserie Attack on Titan, sortiert nach der japanischen Erstausstrahlung. Der Anime umfasst vier Staffeln mit 89 bzw. 94 Episoden, acht OVAs und mehrere Kurzfilme. Die Episode 13.5 ist eine Zusammenfassung der Geschehnisse der ersten 13 Episoden. Zusätzlich wurde die erste Staffel 2014 und 2015 in Form von zwei Kinofilmen und die zweite Staffel 2018 in einem Kinofilm zusammengefasst, ehe die ersten drei Staffeln 2020 in einem Kinofilm nacherzählt wurden. Die letzten zwei Specials der Final Chapters wurden nachträglich als ein Abschlussfilm technisch verbessert im Kino veröffentlicht.

## Übersicht
| Staffel | Episodenanzahl | Episodenanzahl | Erstausstrahlung Japan | Erstausstrahlung Japan | Deutschsprachige Erstveröffentlichung | Deutschsprachige Erstveröffentlichung | Deutschsprachige Erstausstrahlung | Deutschsprachige Erstausstrahlung |
| Staffel | Episodenanzahl | Episodenanzahl | Premiere               | Finale                 | Premiere                              | Finale                                | Premiere                          | Finale                            |
| ------- | -------------- | -------------- | ---------------------- | ---------------------- | ------------------------------------- | ------------------------------------- | --------------------------------- | --------------------------------- |
| 1       | 25             | 25             | 7. April 2013          | 29. September 2013     | 28. Oktober 2016                      | 24. Februar 2017                      | 5. Mai 2017                       | 20. Oktober 2017                  |
| 2       | 12             | 12             | 1. April 2017          | 17. Juni 2017          | 16. August 2019                       | 21. Oktober 2019                      | 19. Juni 2020                     | 10. Juli 2020                     |
| 3       | 22             | 12             | 23. Juli 2018          | 15. Oktober 2018       | 29. Oktober 2020                      | 3. Dezember 2020                      | 29. Januar 2021                   | 20. Februar 2021                  |
| 3       | 22             | 10             | 29. April 2019         | 1. Juli 2019           | 25. Februar 2021                      | 11. März 2021                         | 26. Februar 2021                  | 12. März 2021                     |
| 4       | 30 / 35        | 16             | 7. Dezember 2020       | 29. März 2021          | 19. Februar 2021                      | 7. Mai 2021                           | 24. Februar 2023                  | 24. März 2023                     |
| 4       | 30 / 35        | 12             | 10. Januar 2022        | 4. April 2022          | 13. März 2022                         | 31. Mai 2022                          | 21. März 2025                     | 11. April 2025                    |
| 4       | 30 / 35        | 2 / 7          | 4. März 2023           | 5. November 2023       | 11. September 2023                    | 8. Januar 2024                        |                                   |                                   |
| OVA     | 8              | 8              | 9. Dezember 2013       | 9. August 2018         | 19. Oktober 2022                      | 7. Dezember 2022                      |                                   |                                   |
| Filme   | 5              | 5              | 22. November 2014      | 8. November 2024       | 31. Oktober 2017                      | 25. Februar 2025                      | 13. März 2020                     |                                   |

## Staffel 1
Die erste Staffel wurde vom 7. April 2013 bis zum 29. September 2013 auf dem japanischen Sender MBS erstausgestrahlt. Die Episode 13.5 war nur im japanischen Fernsehen und in Simulcasts zu sehen. Da diese nur eine Zusammenfassung der Episoden eins bis 13 darstellt, ist sie nicht auf DVD, Blu-ray oder im ausländischen Fernsehen veröffentlicht worden.
Die deutschsprachige Erstveröffentlichung erfolgte durch Kazé Anime aufgeteilt in vier Volumes wahlweise auf DVD oder Blu-ray. Die Episoden eins bis sieben erschienen am 28. Oktober 2016, acht bis 13 am 25. November 2016, 14 bis 19 am 27. Januar 2017 und 20 bis 25 am 24. Februar 2017.
| Nr. (ges.) | Nr. (St.) | Deutscher Titel                                                                  | Originaltitel                                                                                  | Erstausstrahlung Japan | Deutschsprachige Erstveröffentlichung (D/A/CH) | Regie                                                           | Drehbuch         | Deutschsprachige Erstausstrahlung (D/A/CH) |
| ---------- | --------- | -------------------------------------------------------------------------------- | ---------------------------------------------------------------------------------------------- | ---------------------- | ---------------------------------------------- | --------------------------------------------------------------- | ---------------- | ------------------------------------------ |
| 1          | 1         | An dich in 2000 Jahren – Der Fall von Shiganshina, Teil 1                        | 二千年後の君へ ―シガンシナ陥落①― (Ni-sen Nen-go no Kimi e -Shiganshina Kanraku (1)-)           | 7. Apr. 2013           | 28. Okt. 2016                                  | Hiroyuki Tanaka & Tetsurō Araki                                 | Yasuko Kobayashi | 5. Mai 2017                                |
| 2          | 2         | An jenem Tag – Der Fall von Shiganshina, Teil 2                                  | その日 ―シガンシナ陥落②― (Sono Hi -Shiganshina Kanraku (2)-)                                   | 14. Apr. 2013          | 28. Okt. 2016                                  | Masashi Koizuka                                                 | Yasuko Kobayashi | 12. Mai 2017                               |
| 3          | 3         | Ein fahles Licht inmitten der Verzweiflung – Die Rückkehr der Menschheit, Teil 1 | 絶望の中で鈍く光る ―人類の再起①― (Zetsubō no Naka de Nibuku Hikaru -Jinrui no Saiki (1)-)      | 21. Apr. 2013          | 28. Okt. 2016                                  | Kiyoshi Fukumoto                                                | Hiroshi Seko     | 19. Mai 2017                               |
| 4          | 4         | Die Nacht der Abschlusszeremonie – Die Rückkehr der Menschheit, Teil 2           | 解散式の夜 ―人類の再起②― (Kaisanshiki no Yoru -Jinrui no Saiki (2)-)                           | 28. Apr. 2013          | 28. Okt. 2016                                  | Makoto Bessho                                                   | Yasuko Kobayashi | 26. Mai 2017                               |
| 5          | 5         | Feuertaufe – Schlacht um den Bezirk Trost, Teil 1                                | 初陣 ―トロスト区攻防戦①― (Uijin -Torosuto-ku Kōbōsen (1)-)                                     | 5. Mai 2013            | 28. Okt. 2016                                  | Shinpei Ezaki                                                   | Hiroshi Seko     | 2. Juni 2017                               |
| 6          | 6         | Die Welt durch die Augen eines Mädchens – Schlacht um den Bezirk Trost, Teil 2   | 少女が見た世界 ―トロスト区攻防戦②― (Shōjo ga Mita Sekai -Torosuto-ku Kōbōsen (2)-)             | 12. Mai 2013           | 28. Okt. 2016                                  | Tomomi Ikeda                                                    | Hiroshi Seko     | 9. Juni 2017                               |
| 7          | 7         | Eine kleine Klinge – Schlacht um den Bezirk Trost, Teil 3                        | 小さな刃 ―トロスト区攻防戦③― (Chiisana Yaiba -Torosuto-ku Kōbōsen (3)-)                        | 19. Mai 2013           | 28. Okt. 2016                                  | Yuzuru Tachikawa                                                | Hiroshi Seko     | 16. Juni 2017                              |
| 8          | 8         | Ich kann seinen Herzschlag hören – Schlacht um den Bezirk Trost, Teil 4          | 心臓の鼓動が聞こえる ―トロスト区攻防戦④― (Shinzō no Kodō ga Kikoeru -Torosuto-ku Kōbōsen (4)-) | 26. Mai 2013           | 25. Nov. 2016                                  | Satonobu Kikuchi, Shinpei Ezaki & Tatsuma Minamikawa            | Noboru Takagi    | 23. Juni 2017                              |
| 9          | 9         | Der Verbleib des linken Arms – Schlacht um den Bezirk Trost, Teil 5              | 左腕の行方 ―トロスト区攻防戦⑤― (Hidariude no Yukue -Torosuto-ku Kōbōsen (5)-)                  | 2. Juni 2013           | 25. Nov. 2016                                  | Yoshiyuki Fujiwara                                              | Yasuko Kobayashi | 30. Juni 2017                              |
| 10         | 10        | Die Reaktion – Schlacht um den Bezirk Trost, Teil 6                              | 応える ―トロスト区攻防戦⑥― (Kotaeru -Torosuto-ku Kōbōsen (6)-)                                 | 9. Juni 2013           | 25. Nov. 2016                                  | Hiroyuki Tanaka                                                 | Hiroshi Seko     | 7. Juli 2017                               |
| 11         | 11        | Das Idol – Schlacht um den Bezirk Trost, Teil 7                                  | 偶像 ―トロスト区攻防戦⑦― (Gūzō -Torosuto-ku Kōbōsen (7)-)                                      | 16. Juni 2013          | 25. Nov. 2016                                  | Kiyoshi Fukumoto                                                | Hiroshi Seko     | 14. Juli 2017                              |
| 12         | 12        | Die Wunde – Schlacht um den Bezirk Trost, Teil 8                                 | 傷 ―トロスト区攻防戦⑧― (Kizu -Torosuto-ku Kōbōsen (8)-)                                        | 23. Juni 2013          | 25. Nov. 2016                                  | Shintaro Itoga                                                  | Noboru Takagi    | 21. Juli 2017                              |
| 13         | 13        | Urtrieb – Schlacht um den Bezirk Trost, Teil 9                                   | 原初的欲求 ―トロスト区攻防戦⑨― (Genshoteki Yokkyū -Torosuto-ku Kōbōsen (9)-)                   | 30. Juni 2013          | 25. Nov. 2016                                  | Masashi Koizuka                                                 | Noboru Takagi    | 28. Juli 2017                              |
| 13.5       | 13.5      | —                                                                                | あの日から (Ano Hi kara)                                                                       | 7. Juli 2013           | —                                              | Hiroyuki Tanaka                                                 | —                | —                                          |
| 14         | 14        | Noch nicht fähig, in die Augen zu sehen – Am Vorabend der Gegenoffensive, Teil 1 | まだ目を見れない ―反撃前夜①― (Mada Me o Mirenai -Hangeki Zen’ya (1)-)                          | 14. Juli 2013          | 27. Jan. 2017                                  | Keisuke Onishi & Shinpei Ezaki                                  | Yasuko Kobayashi | 4. Aug. 2017                               |
| 15         | 15        | Spezialkommando – Am Vorabend der Gegenoffensive, Teil 2                         | 特別作戦班 ―反撃前夜②― (Tokubetsu Sakusen-han -Hangeki Zen’ya (2)-)                            | 21. Juli 2013          | 27. Jan. 2017                                  | Kiyoshi Fukumoto                                                | Hiroshi Seko     | 11. Aug. 2017                              |
| 16         | 16        | Was getan werden muss – Am Vorabend der Gegenoffensive, Teil 3                   | 今、何をすべきか ―反撃前夜③― (Ima, Nani o Subeki ka -Hangeki Zen'ya (3)-)                      | 28. Juli 2013          | 27. Jan. 2017                                  | Keisuke Onishi & Yasushi Muroya                                 | Yasuko Kobayashi | 18. Aug. 2017                              |
| 17         | 17        | Der weibliche Titan – Die 57. Expedition hinter die Mauer, Teil 1                | 女型の巨人 ―第57回壁外調査①― (Megata no Kyojin -Dai-57-kai Hekigai Chōsa (1)-)                 | 4. Aug. 2013           | 27. Jan. 2017                                  | Daisuke Tokudo & Masashi Koizuka                                | Hiroshi Seko     | 25. Aug. 2017                              |
| 18         | 18        | Der Wald der Baumriesen – Die 57. Expedition hinter die Mauer, Teil 2            | 巨木樹の森 ―第57回壁外調査②― (Kyobokuju no Mori -Dai-57-kai Hekigai Chōsa (2)-)                | 11. Aug. 2013          | 27. Jan. 2017                                  | Hiroyuki Tanaka & Shin Wakabayashi                              | Hiroshi Seko     | 1. Sep. 2017                               |
| 19         | 19        | Der Biss – Die 57. Expedition hinter die Mauer, Teil 3                           | 噛み付く ―第57回壁外調査③― (Kamitsuku -Dai-57-kai Hekigai Chōsa (3)-)                          | 18. Aug. 2013          | 27. Jan. 2017                                  | Kiyoshi Fukumoto & Tomomi Ikeda                                 | Noboru Takagi    | 8. Sep. 2017                               |
| 20         | 20        | Erwin Smith – Die 57. Expedition hinter die Mauer, Teil 4                        | エルヴィン・スミス ―第57回壁外調査④― (Eruvin Sumisu -Dai-57-kai Hekigai Chōsa (4)-)            | 25. Aug. 2013          | 24. Feb. 2017                                  | Shintaro Itoga                                                  | Yasuko Kobayashi | 15. Sep. 2017                              |
| 21         | 21        | Ein harter Schlag – Die 57. Expedition hinter die Mauer, Teil 5                  | 鉄槌 ―第57回壁外調査⑤― (Tettsui -Dai-57-kai Hekigai Chōsa (5)-)                                | 1. Sep. 2013           | 24. Feb. 2017                                  | Hiroyuki Tanaka & Yasushi Muroya                                | Noboru Takagi    | 22. Sep. 2017                              |
| 22         | 22        | Die Besiegten – Die 57. Expedition hinter die Mauer, Teil 6                      | 敗者達 ―第57回壁外調査⑥― (Haisha-tachi -Dai-57-kai Hekigai Chōsa (6)-)                         | 8. Sep. 2013           | 24. Feb. 2017                                  | Makoto Bessho & Shinpei Ezaki                                   | Noboru Takagi    | 29. Sep. 2017                              |
| 23         | 23        | Das Lächeln – Sturm auf den Bezirk Stohess, Teil 1                               | 微笑み ―ストヘス区急襲①― (Hohoemi -Sutohesu-ku Kyūshū (1)-)                                    | 15. Sep. 2013          | 24. Feb. 2017                                  | Hirokazu Yamada                                                 | Hiroshi Seko     | 6. Okt. 2017                               |
| 24         | 24        | Mitleid – Sturm auf den Bezirk Stohess, Teil 2                                   | 慈悲 ―ストヘス区急襲②― (Jihi -Sutohesu-ku Kyūshū (2)-)                                         | 22. Sep. 2013          | 24. Feb. 2017                                  | Akitoshi Yokoyama & Hiroyuki Tanaka                             | Yasuko Kobayashi | 13. Okt. 2017                              |
| 25         | 25        | Die Mauer – Sturm auf den Bezirk Stohess, Teil 3                                 | 壁 ―ストヘス区急襲③― (Kabe -Sutohesu-ku Kyūshū (3)-)                                           | 29. Sep. 2013          | 24. Feb. 2017                                  | Daisuke Tokudo, Masashi Koizuka, Shintaro Itoga & Tetsurō Araki | Yasuko Kobayashi | 20. Okt. 2017                              |

## Staffel 2
Die zweite Staffel wurde vom 1. April 2017 bis 17. Juni 2017 auf dem japanischen Fernsehsender Tokyo MX erstausgestrahlt. Kurz nach der Ausstrahlung wurden die Episoden auf der kostenpflichtigen Video-on-Demand-Plattform Anime on Demand von VIZ Media Switzerland im Original mit deutschen Untertiteln veröffentlicht.
Am 16. August 2019 wurde die erste Episode der Staffel auf Anime on Demand mit deutscher Synchronisation veröffentlicht, die fünf weiteren Episoden erschienen drei Tage später erstmals mit deutscher Vertonung im Handel bei Kazé Anime. Episode sieben erschien am 11. Oktober 2019 und die achte in der Folgewoche auf Anime on Demand, und der Rest der Staffel am 21. Oktober 2019 auf DVD und Blu-ray.
| Nr. (ges.) | Nr. (St.) | Deutscher Titel           | Originaltitel               | Erstausstrahlung Japan | Deutschsprachige Erstveröffentlichung (D/A/CH) | Regie                                                             | Drehbuch         | Deutschsprachige Erstausstrahlung (D/A/CH) | Erstveröffentlichung im OmdU |
| ---------- | --------- | ------------------------- | --------------------------- | ---------------------- | ---------------------------------------------- | ----------------------------------------------------------------- | ---------------- | ------------------------------------------ | ---------------------------- |
| 26         | 1         | Der Tier-Titan            | 獣の巨人 (Kemono no Kyojin) | 1. Apr. 2017           | 16. Aug. 2019                                  | Hiroyuki Tanaka                                                   | Yasuko Kobayashi | 19. Juni 2020                              | 1. Apr. 2017                 |
| 27         | 2         | Ich bin wieder da         | ただいま (Tadaima)          | 8. Apr. 2017           | 19. Aug. 2019                                  | Yoshihide Ibata                                                   | Yasuko Kobayashi | 19. Juni 2020                              | 8. Apr. 2017                 |
| 28         | 3         | Nach Südwesten            | 南西へ (Nansei e)           | 15. Apr. 2017          | 19. Aug. 2019                                  | Kenji Imura                                                       | Hiroshi Seko     | 19. Juni 2020                              | 15. Apr. 2017                |
| 29         | 4         | Soldaten                  | 兵士 (Heishi)               | 22. Apr. 2017          | 19. Aug. 2019                                  | Hitomi Ezoe                                                       | Hiroshi Seko     | 26. Juni 2020                              | 22. Apr. 2017                |
| 30         | 5         | Historia                  | ヒストリア (Historia)       | 29. Apr. 2017          | 19. Aug. 2019                                  | Tetsuya Wakano                                                    | Yasuko Kobayashi | 26. Juni 2020                              | 29. Apr. 2017                |
| 31         | 6         | Krieger                   | 戦士 (Senshi)               | 6. Mai 2017            | 19. Aug. 2019                                  | Hiroyuki Tanaka                                                   | Hiroshi Seko     | 26. Juni 2020                              | 6. Mai 2017                  |
| 32         | 7         | Schlagen, werfen, sichern | 打・投・極 (Da Tō Kyoku)    | 13. Mai 2017           | 11. Okt. 2019                                  | Takayuki Hirao                                                    | Hiroshi Seko     | 3. Juli 2020                               | 13. Mai 2017                 |
| 33         | 8         | Verfolger                 | 迫う者 (Ōmono)              | 20. Mai 2017           | 18. Okt. 2019                                  | Yūmi Kawai                                                        | Yasuko Kobayashi | 3. Juli 2020                               | 20. Mai 2017                 |
| 34         | 9         | Die Eröffnung             | 開口 (Kaikō)                | 27. Mai 2017           | 21. Okt. 2019                                  | Yoshihide Ibata                                                   | Yasuko Kobayashi | 3. Juli 2020                               | 27. Mai 2017                 |
| 35         | 10        | Kinder                    | 子供達 (Kodomodachi)        | 3. Juni 2017           | 21. Okt. 2019                                  | Kenji Imura                                                       | Hiroshi Seko     | 10. Juli 2020                              | 3. Juni 2017                 |
| 36         | 11        | Attacke                   | 突撃 (Totsugeki)            | 10. Juni 2017          | 21. Okt. 2019                                  | Hiroyuki Tanaka & Yasuhiro Akamatsu                               | Hiroshi Seko     | 10. Juli 2020                              | 10. Juni 2017                |
| 37         | 12        | Schreie                   | 叫び (Sakebi)               | 17. Juni 2017          | 21. Okt. 2019                                  | Satonobu Kikuchi, Takayuki Hirao, Tetsurō Araki & Yoshihide Ibata | Yasuko Kobayashi | 10. Juli 2020                              | 17. Juni 2017                |

## Staffel 3
Die dritte Staffel wurde ab dem 23. Juli 2018 im japanischen Fernsehen auf NHK General TV ausgestrahlt und beinhaltet insgesamt 22 Episoden. Die Ausstrahlung erfolgte in zwei Teilen, der erste mit 12 Episoden erfolgte bis zum 15. Oktober 2018, während der zweite, mit den weiteren 10 Episoden, am 29. April 2019 startete. Die erste Episode wurde am 8. Juli 2018 auf der Anime Expo in Los Angeles erstaufgeführt. Kurz nach der Ausstrahlung wurden die Episoden auf der kostenpflichtigen Video-on-Demand-Plattform Anime on Demand im Original mit deutschen Untertiteln veröffentlicht. Aufgrund des Zeitunterschieds geschieht das jeweils am Tag zuvor.
Episode eins der dritten Staffel erschien zuerst auf Anime on Demand mit deutscher Synchronisation, noch vor dem Verkauf im Handel durch Kazé Anime in der Folgewoche. Der Rest von Teil eins erschien zuerst auf DVD und Blu-ray, aufgeteilt am 5. November und 3. Dezember 2020. Aufgrund von Verschiebungen der weiteren Discs wird die zweite Hälfte noch vor dem Verkauf im Handel im Fernsehen auf ProSieben Maxx auf Deutsch gezeigt werden, jedoch nach der Veröffentlichung auf Anime on Demand.
| Nr. (ges.) | Nr. (St.) | Deutscher Titel                     | Originaltitel                              | Erstausstrahlung Japan | Deutschsprachige Erstveröffentlichung (D/A/CH) | Regie                                                        | Drehbuch         | Deutschsprachige Erstausstrahlung (D/A/CH) | Erstveröffentlichung im OmdU |
| ---------- | --------- | ----------------------------------- | ------------------------------------------ | ---------------------- | ---------------------------------------------- | ------------------------------------------------------------ | ---------------- | ------------------------------------------ | ---------------------------- |
| Teil 1     |           |                                     |                                            |                        |                                                |                                                              |                  |                                            |                              |
| 38         | 1         | Rauchzeichen                        | 狼煙 (Noroshi)                             | 23. Juli 2018          | 29. Okt. 2020                                  | Hiroyuki Tanaka                                              | Yasuko Kobayashi | 29. Jan. 2021                              | 22. Juli 2018                |
| 39         | 2         | Schmerz                             | 痛み (Itami)                               | 30. Juli 2018          | 5. Nov. 2020                                   | Shita Taro                                                   | Yasuko Kobayashi | 29. Jan. 2021                              | 29. Juli 2018                |
| 40         | 3         | Alte Erinnerungen                   | 昔話 (Mukashibanashi)                      | 6. Aug. 2018           | 5. Nov. 2020                                   | Tomoko Hirakata                                              | Hiroshi Seko     | 29. Jan. 2021                              | 5. Aug. 2018                 |
| 41         | 4         | Vertrauen                           | 信頼 (Shinrai)                             | 13. Aug. 2018          | 5. Nov. 2020                                   | Aiko Sakuraba                                                | Hiroshi Seko     | 5. Feb. 2021                               | 12. Aug. 2018                |
| 42         | 5         | Antwort                             | 回答 (Kaitō)                               | 20. Aug. 2018          | 5. Nov. 2020                                   | Miki Komuro                                                  | Yasuko Kobayashi | 5. Feb. 2021                               | 19. Aug. 2018                |
| 43         | 6         | Sünde                               | 罪 (Tsumi)                                 | 27. Aug. 2018          | 5. Nov. 2020                                   | Ryūta Kawahara                                               | Hiroshi Seko     | 5. Feb. 2021                               | 26. Aug. 2018                |
| 44         | 7         | Wunsch                              | 願い (Negai)                               | 3. Sep. 2018           | 3. Dez. 2020                                   | Hiroyuki Tanaka Takashi Andō                                 | Hiroshi Seko     | 12. Feb. 2021                              | 2. Sep. 2018                 |
| 45         | 8         | Die Außenmauer von Bezirk Orvud     | オルブド区外壁 (Orubudo-ku Gaiheki)        | 10. Sep. 2018          | 3. Dez. 2020                                   | Matsuo Asami & Azuma Ryōsuke                                 | Yasuko Kobayashi | 12. Feb. 2021                              | 9. Sep. 2018                 |
| 46         | 9         | Der Herrscher über die Mauern       | 壁の王 (Kabe no Ō)                         | 17. Sep. 2018          | 3. Dez. 2020                                   | Yasuhiro Akamatsu                                            | Hiroshi Seko     | 12. Feb. 2021                              | 16. Sep. 2018                |
| 47         | 10        | Freunde                             | 友人 (Yūjin)                               | 24. Sep. 2018          | 3. Dez. 2020                                   | Shintarō Itoga & Aiko Sakuraba                               | Hiroshi Seko     | 19. Feb. 2021                              | 23. Sep. 2018                |
| 48         | 11        | Zuschauer                           | 傍観者 (Bōkansha)                          | 8. Okt. 2018 A         | 3. Dez. 2020                                   | Matsuo Asami, Ken Andō & Shingo Uchida                       | Yasuko Kobayashi | 19. Feb. 2021                              | 7. Okt. 2018                 |
| 49         | 12        | Die Nacht der Rückeroberungsmission | 奪還作戦の夜 (Dakkan Sakusen no Yoru)      | 15. Okt. 2018          | 3. Dez. 2020                                   | Takashi Andō & Yasuhiro Akamatsu                             | Hiroshi Seko     | 20. Feb. 2021                              | 14. Okt. 2018                |
| Teil 2     |           |                                     |                                            |                        |                                                |                                                              |                  |                                            |                              |
| 50         | 13        | Die Stadt, in der alles begann      | はじまりの街 (Hajimari no Machi)           | 29. Apr. 2019          | 25. Feb. 2021                                  | Hiroyuki Tanaka                                              | Yasuko Kobayashi | 26. Feb. 2021                              | 28. Apr. 2019                |
| 51         | 14        | Donnerspeere                        | 雷槍 (Raisō)                               | 6. Mai 2019            | 25. Feb. 2021                                  | Akitoshi Yokoyama & Yasuhiro Akamatsu                        | Hiroshi Seko     | 26. Feb. 2021                              | 5. Mai 2019                  |
| 52         | 15        | Herabkunft                          | 光臨 (Kōrin)                               | 13. Mai 2019           | 25. Feb. 2021                                  | Shingo Uchida, Norihito Takahashi, Mai Teshima & Hitomi Ezoe | Hiroshi Seko     | 26. Feb. 2021                              | 12. Mai 2019                 |
| 53         | 16        | Das perfekte Spiel                  | 完全試合パーフェクトゲーム (Pāfekuto Gēmu) | 20. Mai 2019           | 4. März 2021                                   | Tetsuya Wakano                                               | Hiroshi Seko     | 5. Mär. 2021                               | 19. Mai 2019                 |
| 54         | 17        | Helden                              | 勇者 (Yūsha)                               | 27. Mai 2019           | 4. März 2021                                   | Akitoshi Yokoyama, Yoko Kanamori, Tetsurō Araki              | Hiroshi Seko     | 5. Mär. 2021                               | 27. Mai 2019                 |
| 55         | 18        | Mittsommernacht                     | 白夜 (Byakuya)                             | 3. Juni 2019           | 4. März 2021                                   | Hiroyuki Tanaka, Shintarō Itoga                              | Hiroshi Seko     | 5. Mär. 2021                               | 2. Juni 2019                 |
| 56         | 19        | Der Keller                          | 地下室 (Chikashitsu)                       | 10. Juni 2019          | 11. März 2021                                  | Mai Teshima, Hitomi Ezoe                                     | Yasuko Kobayashi | 12. Mär. 2021                              | 9. Juni 2019                 |
| 57         | 20        | Jener Tag                           | あの日 (Ano Hi)                            | 17. Juni 2019          | 11. März 2021                                  | Yoko Kanamori                                                | Hiroshi Seko     | 12. Mär. 2021                              | 16. Juni 2019                |
| 58         | 21        | Der Attackierende Titan             | 進撃の巨人 (Shingeki no Kyojin)            | 24. Juni 2019          | 11. März 2021                                  | Yasuhiro Akamatsu                                            | Hiroshi Seko     | 12. Mär. 2021                              | 23. Juni 2019                |
| 59         | 22        | Die andere Seite der Mauer          | 壁の向こう側 (Kabe no Mukougawa)           | 1. Juli 2019           | 11. März 2021                                  | Tetsuya Wakano, Shintarō Itoga & Tetsurō Araki               | Yasuko Kobayashi | 12. Mär. 2021                              | 30. Juni 2019                |

## Staffel 4
Die vierte und letzte Staffel wird seit dem 7. Dezember 2020 im japanischen Fernsehen auf NHK General TV ausgestrahlt. Der erste Teil beinhaltet 16 Folgen und endete in Japan am 29. März 2021. Kurz nach der Ausstrahlung werden die Episoden auf der kostenpflichtigen Video-on-Demand-Plattform Wakanim im Original mit deutschen Untertiteln veröffentlicht. Aufgrund des Zeitunterschieds geschieht das jeweils am Tag zuvor. Der zweite Teil wird seit dem 10. Januar 2022 japanischer Zeit ausgestrahlt und seit dem 9. Januar 2022 bei Wakanim und Crunchyroll im Original mit deutschen Untertiteln gezeigt. Dieser endete am 4. April 2022 japanischer Zeit. Am gleichen Tag wurde ein dritter Teil für das Jahr 2023 angekündigt.
Wakanim kündigte an den ersten Teil der vierten Staffel nahe an der japanischen Ausstrahlung mit deutscher Synchronisation zu veröffentlichen. Dabei wurden vom 19. Februar bis 7. Mai 2021 monatlich jeweils vier Episoden auf der Plattform mit deutscher Vertonung erstveröffentlicht. Dies geschah teils vor Erstveröffentlichung des zweiten Teiles von Staffel drei auf Deutsch. Wakanim begann am 13. März 2022 mit der Veröffentlichung der deutschen Synchronisation von Teil zwei der vierten Staffel. Ab Folge 83 veröffentlichte man die synchronisierten Folgen dienstags statt sonntags, zudem parallel mit Crunchyroll.
| Nr. (ges.) | Nr. (St.) | Deutscher Titel                | Originaltitel                                | Erstausstrahlung Japan | Deutschsprachige Erstveröffentlichung (D/A/CH) | Regie                                                          | Drehbuch     | Deutschsprachige Erstausstrahlung (D/A/CH) | Erstveröffentlichung im OmdU |
| ---------- | --------- | ------------------------------ | -------------------------------------------- | ---------------------- | ---------------------------------------------- | -------------------------------------------------------------- | ------------ | ------------------------------------------ | ---------------------------- |
| Teil 1     |           |                                |                                              |                        |                                                |                                                                |              |                                            |                              |
| 60         | 1         | Jenseits des Meeres            | 海の向こう側 (Umi no Mukōgawa)               | 7. Dez. 2020           | 19. Feb. 2021                                  | Kaori Makita                                                   | Hiroshi Seko | 24. Feb. 2023                              | 6. Dez. 2020                 |
| 61         | 2         | Ein Zug in finsterer Nacht     | 闇夜の列車 (Yamiyo no Ressha)                | 14. Dez. 2020          | 19. Feb. 2021                                  | Daisuke Tokudo                                                 | Hiroshi Seko | 24. Feb. 2023                              | 13. Dez. 2020                |
| 62         | 3         | Tor der Hoffnung               | 希望の扉 (Kibō no Tobira)                    | 21. Dez. 2020          | 19. Feb. 2021                                  | Kōki Aoshima, Hiromi Nishiyama                                 | Hiroshi Seko | 24. Feb. 2023                              | 20. Dez. 2020                |
| 63         | 4         | Von Hand zu Hand               | 手から手へ (Te kara Te e)                    | 28. Dez. 2020          | 19. Feb. 2021                                  | Tetsuaki Matsuda                                               | Hiroshi Seko | 3. Mär. 2023                               | 27. Dez. 2020                |
| 64         | 5         | Die Kriegserklärung            | 宣戦布告 (Sensen Fukoku)                     | 11. Jan. 2021          | 12. März 2021                                  | Teruyuki Ōmine                                                 | Hiroshi Seko | 3. Mär. 2023                               | 10. Jan. 2021                |
| 65         | 6         | Der Kriegshammer-Titan         | 戦鎚の巨人 (Sentsui no Kyojin)               | 18. Jan. 2021          | 12. März 2021                                  | Atsushi Tsukasa, Takahiro Kaneko                               | Hiroshi Seko | 3. Mär. 2023                               | 17. Jan. 2021                |
| 66         | 7         | Sturmangriff                   | 強襲 (Kyōshū)                                | 25. Jan. 2021          | 12. März 2021                                  | Jun Shishido                                                   | Hiroshi Seko | 10. Mär. 2023                              | 24. Jan. 2021                |
| 67         | 8         | Mörderische Kugel              | 凶弾 (Kyōdan)                                | 1. Feb. 2021           | 12. März 2021                                  | Hidetoshi Takahashi, Lie Jun Yang, Yōsuke Yamamoto             | Hiroshi Seko | 10. Mär. 2023                              | 31. Jan. 2021                |
| 68         | 9         | Die Freiwilligen               | 義勇兵 (Giyūhei)                             | 8. Feb. 2021           | 9. Apr. 2021                                   | Kōki Aoshima                                                   | Hiroshi Seko | 10. Mär. 2023                              | 7. Feb. 2021                 |
| 69         | 10        | Gutes Argument                 | 正論 (Seiron)                                | 15. Feb. 2021          | 9. Apr. 2021                                   | Kaori Makita                                                   | Hiroshi Seko | 17. Mär. 2023                              | 14. Feb. 2021                |
| 70         | 11        | Lügner                         | 偽り者 (Itsuwari Mono)                       | 22. Feb. 2021          | 9. Apr. 2021                                   | Teruyuki Ōmine                                                 | Hiroshi Seko | 17. Mär. 2023                              | 21. Feb. 2021                |
| 71         | 12        | Wegweiser                      | 導く者 (Michibiku Mono)                      | 1. März 2021           | 9. Apr. 2021                                   | Kunihiro Mori                                                  | Hiroshi Seko | 17. Mär. 2023                              | 28. Feb. 2021                |
| 72         | 13        | Kinder des Waldes              | 森の子ら (Mori no Kora)                      | 8. März 2021           | 7. Mai 2021                                    | Yasuhiro Geshi, Kōnosuke Uda                                   | Hiroshi Seko | 24. Mär. 2023                              | 7. Mär. 2021                 |
| 73         | 14        | Rohe Gewalt                    | 暴悪 (Bōaku)                                 | 22. Mär. 2021 B        | 7. Mai 2021                                    | Jun Shishido                                                   | Hiroshi Seko | 24. Mär. 2023                              | 21. Mär. 2021                |
| 74         | 15        | Die einzige Rettung            | 唯一の救い (Yuiitsu no Sukui)                | 22. März 2021          | 7. Mai 2021                                    | Mitsue Yamasaki, Iho Ishikawa                                  | Hiroshi Seko | 24. Mär. 2023                              | 21. Mär. 2021                |
| 75         | 16        | Himmel und Erde                | 天地 (Tenchi)                                | 29. März 2021          | 7. Mai 2021                                    | Teruyuki Ōmine, Tomoko Hiramuki, Jun Shishido, Mitsue Yamazaki | Hiroshi Seko | 24. Mär. 2023                              | 28. Mär. 2021                |
| Teil 2     |           |                                |                                              |                        |                                                |                                                                |              |                                            |                              |
| 76         | 17        | Verurteilung                   | 断罪 (Danzai)                                | 10. Jan. 2022          | 13. März 2022                                  | Yūichirō Hayashi                                               | Hiroshi Seko | 21. März 2025                              | 9. Jan. 2022                 |
| 77         | 18        | Hinterhalt                     | 騙し討ち (Damashi Uchi)                      | 17. Jan. 2022          | 20. März 2022                                  | Jun Shishido                                                   | Hiroshi Seko | 21. März 2025                              | 16. Jan. 2022                |
| 78         | 19        | Großer und kleiner Bruder      | 兄と弟 (Ani to Otōto)                        | 24. Jan. 2022          | 27. März 2022                                  | Teruyuki Ōmine                                                 | Hiroshi Seko | 21. März 2025                              | 23. Jan. 2022                |
| 79         | 20        | Erinnerungen aus der Zukunft   | 未来の記憶 (Mirai no Kioku)                  | 31. Jan. 2022          | 3. Apr. 2022                                   | Kōki Aoshima                                                   | Hiroshi Seko | 28. März 2025                              | 30. Jan. 2022                |
| 80         | 21        | Von dir vor 2000 Jahren        | 二千年前の君から (Nisennen-mae no Kimi kara) | 7. Feb. 2022           | 10. Apr. 2022                                  | Naoki Matsuura                                                 | Hiroshi Seko | 28. März 2025                              | 6. Feb. 2022                 |
| 81         | 22        | Auflösung                      | 氷解 (Hyōkai)                                | 14. Feb. 2022          | 17. Apr. 2022                                  | Jun Shishido, Hidekazu Hara, Kiō Igarashi                      | Hiroshi Seko | 28. März 2025                              | 13. Feb. 2022                |
| 82         | 23        | Abendrot                       | 夕焼け (Yūyake)                              | 21. Feb. 2022          | 24. Apr. 2022                                  | Mitsue Yamazaki, Yoho Ishikawa                                 | Hiroshi Seko | 4. April 2025                              | 20. Feb. 2022                |
| 83         | 24        | Stolz                          | 矜持 (Kyōji)                                 | 28. Feb. 2022          | 3. Mai 2022                                    | Kazuo Miyake                                                   | Hiroshi Seko | 4. April 2025                              | 27. Feb. 2022                |
| 84         | 25        | Die letzte aller Nächte        | 終末の夜 (Shūmatsu no Yoru)                  | 7. März 2022           | 10. Mai 2022                                   | Mitsue Yamazaki                                                | Hiroshi Seko | 4. April 2025                              | 6. Mär. 2022                 |
| 85         | 26        | Verräter                       | 裏切り者 (Uragirimono)                       | 14. März 2022          | 17. Mai 2022                                   | Teruyuki Ōmine                                                 | Hiroshi Seko | 11. April 2025                             | 13. Mär. 2022                |
| 86         | 27        | Nostalgie                      | 懐古 (Kaiko)                                 | 21. März 2022          | 24. Mai 2022                                   | Jun Shishido                                                   | Hiroshi Seko | 11. April 2025                             | 20. Mär. 2022                |
| 87         | 28        | Morgendämmerung der Menschheit | 人類の夜明け (Jinrui no Yoake)               | 4. Apr. 2022 C         | 31. Mai 2022                                   | Hidekazu Hara                                                  | Hiroshi Seko | 11. April 2025                             | 3. Apr. 2022                 |

### The Final Chapters
Der Abschluss der Serie wurde abschließend mit dem Untertitel The Final Chapters ausgestrahlt. Die Erstausstrahlung bestand aus 2 überlangen Special-Episoden, die in Japan die Titel Part 3 und Part 4 tragen. Das erste Special wurde am 4. März 2023 im japanischen Fernsehen ausgestrahlt, am selben Tag bei Crunchyroll mit deutschen Untertiteln veröffentlicht und hat eine Länge von einer Stunde. Das erste Special ist in zwei Kapitel unterteilt. Das zweite Special wurde am 5. November 2023 ausgestrahlt und am selben Tag bei Crunchyroll mit Untertiteln bereitgestellt. Das zweite Special ist knapp eineinhalb Stunden lang und enthält drei Kapitelabschnitte.
Nach der Ausstrahlung der Specials wurden sie in Form von regulären 24-minütigen Episoden umgeschnitten und in Japan mit eigenen Vor- und Abspannliedern auf Online-Plattformen veröffentlicht. Während das erste Special in drei Episoden geteilt wurde, wurden aus dem zweiten Special vier Episoden. Die ersten drei Folgen erschienen online am 5. November 2023, während die letzten vier am 19. November 2023 veröffentlicht wurden. In der Episoden-Version des Finales fehlen die Mid- und Post-Credit-Szenen aus dem Special, die ebenfalls in der Erstveröffentlichung des letzten Mangakapitels fehlten und erst im Sammelband zu sehen waren.
| Nr. (ges.)                           | Nr. (St.) | Deutscher Titel | Originaltitel | Erstausstrahlung Japan | Deutschsprachige Erstveröffentlichung (D/A/CH) | Regie                                         | Drehbuch     | Deutschsprachige Erstausstrahlung (D/A/CH) | Erstveröffentlichung im OmdU |
| ------------------------------------ | --------- | --- | --- | ---------------------- | ---------------------------------------------- | --------------------------------------------- | ------------ | ------------------------------------------ | ---------------------------- |
| The Final Chapters                   |           | | |                        |                                                |                                               |              |                                            |                              |
| 88-SP1                               | 29-SP1    | Special 1Erstes Kapitel – ErdrumorenZweites Kapitel – Schuldige                                                                             | 完結編（前編） (Kanketsu-hen (Zenpen))第一章 地鳴らし (Daiisshō-chi narashi)第二章 罪人たち (Dainishō tsumibito-tachi)                      | 4. März 2023           | 11. Sep. 2023                                  | Yūichirō Hayashi, Ryota Aikei, Tokio Igarashi | Hiroshi Seko | –                                          | 4. Mär. 2023                 |
| 89-SP2                               | 30-SP2    | Special 2Drittes Kapitel – Der Kampf zwischen Himmel und ErdeViertes Kapitel – Ein langer TraumLetztes Kapitel – Hin zum Baum auf dem Hügel | 完結編（後編） (Kanketsu-hen (Kōhen))天と地の戦い (Ten to Chi no Tatakai)長い夢 (Nagai Yume)あの丘の木に向かって (Ano Oka no Ki ni Mukatte) | 5. Nov. 2023           | 8. Jan. 2024                                   | Yūichirō Hayashi, Tokio Igarashi              | Hiroshi Seko | –                                          | 5. Nov. 2023                 |
| The Final Chapters – Episode Edition |           | | |                        |                                                |                                               |              |                                            |                              |
| 88                                   | 29        | – | 地鳴らし (Jinarashi) | 5. Nov. 2023           | –                                              | Yūichirō Hayashi                              | Hiroshi Seko | –                                          | –                            |
| 89                                   | 30        | – | 自由の翼 (Jiyū no Tsubasa) | 5. Nov. 2023           | –                                              | Yūichirō Hayashi, Tokio Igarashi              | Hiroshi Seko | –                                          | –                            |
| 90                                   | 31        | – | 絶望の淵にて (Zetsubō no Fuchi nite) | 5. Nov. 2023           | –                                              | Jun Shishido, Ryota Aikei                     | Hiroshi Seko | –                                          | –                            |
| 91                                   | 32        | – | 天と地の戦い (Ten to Chi no Tatakai) | 19. Nov. 2023          | –                                              | Jun Shishido                                  | Hiroshi Seko | –                                          | –                            |
| 92                                   | 33        | – | 心臓を捧げよ (Shinzō o Sasageyo) | 19. Nov. 2023          | –                                              | Jun Shishido, Tokio Igarashi                  | Hiroshi Seko | –                                          | –                            |
| 93                                   | 34        | – | 長い夢 (Nagai Yume) | 19. Nov. 2023          | –                                              | Yūichirō Hayashi, Tokio Igarashi              | Hiroshi Seko | –                                          | –                            |
| 94                                   | 35        | – | あの丘の木に向かって (Ano Oka no Ki ni Mukatte)                                                                                             | 19. Nov. 2023          | –                                              | Yūichirō Hayashi                              | Hiroshi Seko | –                                          | –                            |

## OVA
Den limitierten Sonderausgaben der Mangabände 12 bis 16 wurde in Japan jeweils eine OVA auf DVD beigelegt. Für die Sonderausgaben der Bände 24 bis 26 sind drei weitere OVA-Episoden angekündigt, die zusammen die Handlung des Light-Novel- und Manga-Spin-offs Lost Girls erzählen.
Die Streaming-Anbieter Crunchyroll und Wakanim bieten die acht bisher veröffentlichten OVAs seit dem 19. Dezember 2021 im Original mit deutschen Untertiteln an. Zwischen dem 19. Oktober und 7. Dezember 2022 wurden diese bei Crunchyroll wöchentlich mit deutscher Synchronisation ausgestattet.
| Nr. (ges.) | Nr. (St.) | Deutscher Titel                                                                        | Originaltitel                                                                           | Erstveröffentlichung Japan | Deutschsprachige Erstveröffentlichung (D/A/CH) | Regie                                           | Drehbuch         |
| ---------- | --------- | -------------------------------------------------------------------------------------- | --------------------------------------------------------------------------------------- | -------------------------- | ---------------------------------------------- | ----------------------------------------------- | ---------------- |
| 3.5        | 1         | Ilses Notizbuch – Aufzeichnungen einer Soldatin des Aufklärungstrupps                  | イルゼの手帳 ―ある調査兵団員の手記― (Iruze no Techō -Aru Chōsa Heidan'in no Shuki-)     | 9. Dez. 2013               | 19. Okt. 2022                                  | Hirokazu Yamada                                 | Hiroshi Seko     |
| 3.25       | 2         | Ein unerwarteter Besucher – Der quälende Fluch der Jugend                              | 突然の来訪者 ―苛まれる青春の呪い― (Totsuzen no Raihōsha -Sainamareru Seishun no Noroi-) | 9. Apr. 2014               | 26. Okt. 2022                                  | Hiroyuki Tanaka                                 | Hiroshi Seko     |
| 3.75       | 3         | Bedrängnis                                                                             | 困難 (Konnan)                                                                           | 8. Aug. 2014               | 2. Nov. 2022                                   | Tetsurō Araki                                   | Noboru Takagi    |
| 0.5A       | 4         | Entscheidung ohne Reue – Erster Teil Entscheidung ohne Reue, Teil 1 (Alternativtitel)  | 悔いなき選択 (前編) (Kuinaki Sentaku (Zenpen))                                          | 9. Dez. 2014               | 9. Nov. 2022                                   | Masashi Koeduka & Shintaro Itoga                | Yasuko Kobayashi |
| 0.5B       | 5         | Entscheidung ohne Reue – Zweiter Teil Entscheidung ohne Reue, Teil 2 (Alternativtitel) | 悔いなき選択 (後編) (Kuinaki Sentaku (Kōhen))                                           | 9. Apr. 2015               | 16. Nov. 2022                                  | Masayuki Miyaji, Shintaro Itoga & Tetsurō Araki | Yasuko Kobayashi |
| 16.5A      | 6         | Lebe wohl, Mauer Sina – Erster Teil Lebe wohl, Mauer Sina, Teil 1 (Alternativtitel)    | Wall Sina, Goodbye (前編) (Wall Sina, Goodbye (Zenpen))                                 | 8. Dez. 2017               | 23. Nov. 2022                                  | Masashi Koizuka                                 | Hiroshi Seko     |
| 16.5B      | 7         | Lebe wohl, Mauer Sina – Zweiter Teil Lebe wohl, Mauer Sina, Teil 2 (Alternativtitel)   | Wall Sina, Goodbye (後編) (Wall Sina, Goodbye (Kōhen))                                  | 9. Apr. 2018               | 30. Nov. 2022                                  | Masashi Koizuka                                 | Hiroshi Seko     |
| ???        | 8         | Verirrt in der grausamen Welt                                                          | Lost in the cruel world                                                                 | 9. Aug. 2018               | 7. Dez. 2022                                   | Masashi Koizuka                                 | Hiroshi Seko     |

## Kinofilme
| Nr.                                                          | Deutscher Titel                     | Originaltitel                                                                             | Erstveröffentlichung Japan | Deutschsprachige Erstveröffentlichung (D/A/CH) | Regie            | Drehbuch                                               | Deutschsprachige Erstausstrahlung (D/A/CH) |
| ------------------------------------------------------------ | ----------------------------------- | ----------------------------------------------------------------------------------------- | -------------------------- | ---------------------------------------------- | ---------------- | ------------------------------------------------------ | ------------------------------------------ |
| 1                                                            | Teil 1 – Feuerroter Pfeil und Bogen | 前編 〜紅蓮の弓矢〜 (Zenpen ~Guren no Yumiya~)                                            | 22. Nov. 2014              | 31. Okt. 2017                                  | Tetsurō Araki    | Yasuko Kobayashi                                       | 13. Mär. 2020                              |
| Zusammenfassung der Episoden 1 bis 13.                       |                                     |                                                                                           |                            |                                                |                  |                                                        |                                            |
| 2                                                            | Teil 2 – Flügel der Freiheit        | 後編 〜自由の翼〜 (Kōhen ~Jiyū no Tsubasa~)                                               | 27. Juli 2015              | 23. Juni 2018                                  | Tetsurō Araki    | Yasuko Kobayashi                                       | 20. Mär. 2020                              |
| Zusammenfassung der Episoden 14 bis 25, mit Vorschau aus 26. |                                     |                                                                                           |                            |                                                |                  |                                                        |                                            |
| 3                                                            | Teil 3 – Gebrüll des Erwachens      | Season 2～覚醒の咆哮～ (Season 2 ~Kakusei no Hōkō~)                                       | 13. Jan. 2018              | 26. Juni 2018                                  | Masashi Koizuka  | Yasuko Kobayashi                                       | 27. Mär. 2020                              |
| Zusammenfassung der Episoden 26 bis 37, mit Vorschau aus 38. |                                     |                                                                                           |                            |                                                |                  |                                                        |                                            |
| 4                                                            | —                                   | ～クロニクル～ (~Kuronikuru~)                                                             | 17. Juli 2020              | —                                              | —                | Yasuko Kobayashi                                       | —                                          |
| Zusammenfassung der Episoden 1 bis 59.                       |                                     |                                                                                           |                            |                                                |                  |                                                        |                                            |
| 5                                                            | The Last Attack                     | 劇場版「進撃の巨人」 ～THE LAST ATTACK～ (Gekijōban Shingeki no Kyojin ~The Last Attack~) | 8. Nov. 2024               | 25. Feb. 2025                                  | Yūichirō Hayashi | Hiroshi Seko, Yūichirō Hayashi (nur Post-Credit-Szene) | —                                          |
| Zusammenschnitt der beiden Specials – ‚The Final Chapters‘.  |                                     |                                                                                           |                            |                                                |                  |                                                        |                                            |